# Новалис
Новалис је псеудоним Георга Филипа Фридриха фон Харденберга (1772 — 1801) немачког писца, аристократе, мистик и филозофа раног романтизма. Припадао је кругу „романтичара из Јене“. Његово главно дело је Химне ноћи.

## Биографија
По очевој породици припада нижем немачком племству, са неколико значајних предака и рођака. Рођен је као друго дете у породици која је имала укупно једанаесторо деце. Са осам година био је тешко болестан од срдобоље. Након што му мајка тешко оболева, са једанаест година одлази у замак где је живео његов стриц, који је окупљао тадашње просвећене и слободоумне аристократе. Стриц га учи и уводи у француску књижевност и рационалистичку филозофију. Основно образовање добио је од приватних учитеља а касније уписује студије права, мења неколико факултета али има одличне оцене. Студирао је и рударство на Рударској академији у Фрајбергу, са намером да се на послу придружи свом оцу који је био управник рудника соли. Био је свестрано образован, са посебним интересом за римску историју. Године 1784. пише прве песме а 1791. објављује прву песму Тужбалица младића. Радио је као правник у окружној канцеларији у Тенштету. На једном од службених путовања упознаје и заљубљује се у тринаестогодишњу Софију фон Кин. Она ће бити његова велика инспирација и прва и једина љубав током живота. Незванично ће се верити мару 1795. Софија умире 19. марта а 24. априла умире његов брат Еразмо. Након смрти блиских људи Новалис се упушта у мистику и њихова смрт значајно утиче на његов песнички рад. У децембру 1798. вери се са ћерком професора Рударске академије. Присуствовао је великом скупу романтичара у Јени 1799. где представља свој есеј Хришћанство или Европа. Године 1800. тешко се разбољева и умире у родитељском дому 25. марта 1801.
Користио се старогрчким и латинским. Био је пријатељ са Шилером.

## Дело
Роман „Хајнрих из Офтердингена“ (Heinrich von Ofterdingen) остао је недовршен и објављен је после његове смрти, али је постао парадигма романтичарског покрета. Плави цвет, који се у њему помиње, такође је постао симбол. Овај роман припада жанру билдунгсромана.
Новалисова песничка дела су „Химне ноћи“ (Hymnen an die Nacht), „Фрагменти“ (Fragmente) и „Духовне песме“ (Geistliche Lieder). Шест Новалисових химни (објављених 1800) садрже аутобиографске елементе. Тема им је романтичарска интерпретација јединства живота и смрти, где ноћ представља границу између њих. „Фрагменте“ је написао између 1795. и 1800. године. То је збирка мисли, афоризама и кратких коментара о филозофији, естетици и књижевности. „Духовне песме“ су интимна и ритмична поезија намењена певању. У њима се појављује Христос као симбол јединства поезије и религије.
У есеју „Хришћанство или Европа“ (Die Christenheit oder Europa) Новалис изражава романтичну носталгију за временима када је средњовековна Европа била уједињена у хришћанству. Он је противник Просветитељства и Француске револуције за које тврди да су уништили европску духовност.
Развио је фрагмент као уметнички облик.
Своје филозофске концепте „религије љубави“ и „магичног идеализма“ засновао је на мисли Јохана Фихтеа. Он повезује уметност и религију и тврди да је обема циљ да учине видљивом апсолутну интуицију. Новалис каже да је задатак човечанства да „образује Земљу“. Тиме би човечанство ушло у ново златно доба хармоније човека и природе, како је сматрано да је било у неко раније доба.

## Наслеђе
Модерни фантазијски жанр је готово потекао из Новалисовог опуса.
Утицао је на многе ауторе као што су: Е. Т. А. Хофман, Херман Хесе, Морис Метерлинк и Урсула.
Пенелопа Фицџералд написала је роман Плави цвет инспирисан песниковим животом.

## Одабрана дела
- Пелуд[5]
- Вера и љубав[5]
- Тужбалица младића[2]
- Химне ноћи[5]
- Теплицки фрагменти[4]
- Хајнрих из Офтердингена, незавршени роман[5]
- Ученици из Сиаса, незавршени роман[5]
- Хришћанство или Европа, есеј[5]

### На српском језику
- Новалис, Георг Филип Фридрих фон Харденберг (2008). Интимни дневник. Београд: Службени гласник. ISBN 978-86-7549-826-1.}
- Новалис, Георг Филип Фридрих фон Харденберг (2018). Изабране песме. Београд: Soulfood publishing. ISBN 978-86-89319-52-1.}